# دوپرسرخسیان
دوپرسرخسیان (نام علمی: Dipteridaceae) نام یک تیره از رده رده دم‌اسبی است.